# Granulosa (folículo)

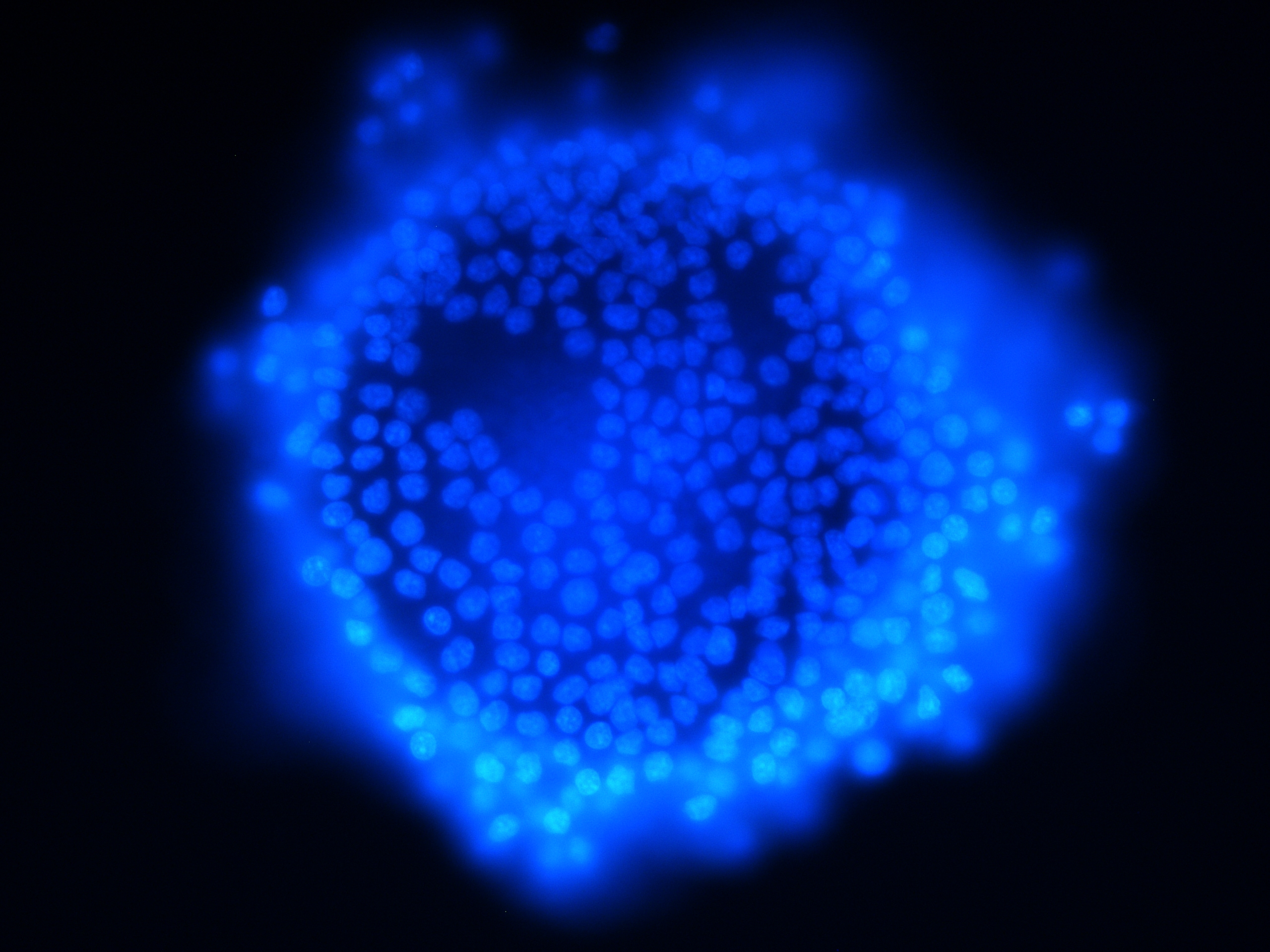
Células de la granulosa (en azul) rodeando un Oocito aislado. Microscopía de fluorescencia, núcleos coloreados con DAPI.

Las células de la granulosa son células somáticas provenientes del cordón sexual. Están asociadas con el gameto femenino en desarrollo llamado ovocito u óvulo en el ovario de los mamíferos.
 
La función principal de las células de la granulosa es la producción de esteroides sexuales, y factores de crecimiento para el folículo. 

## Estructura y función

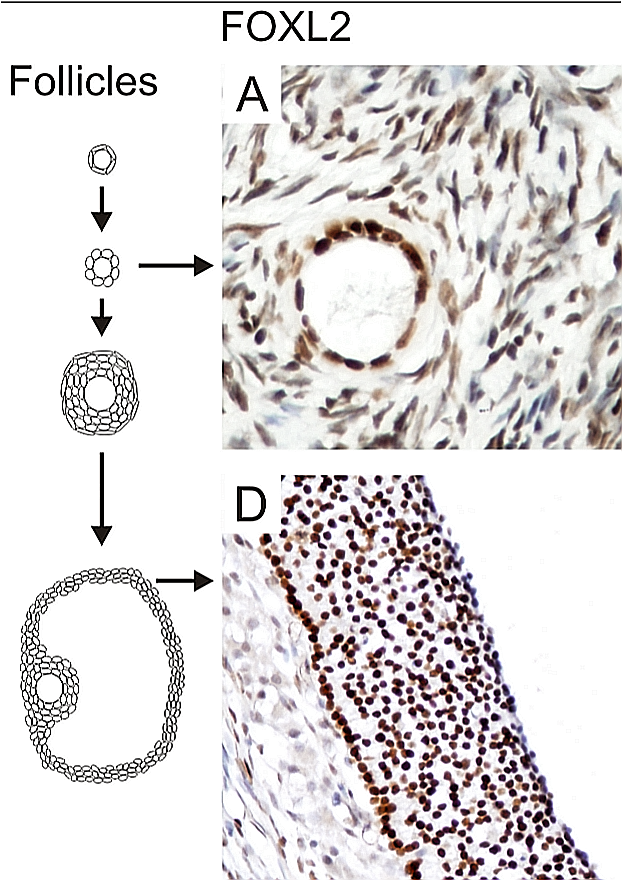
Granulosa en crecimiento. Núcleos en marrón. Inmunohistoquímica

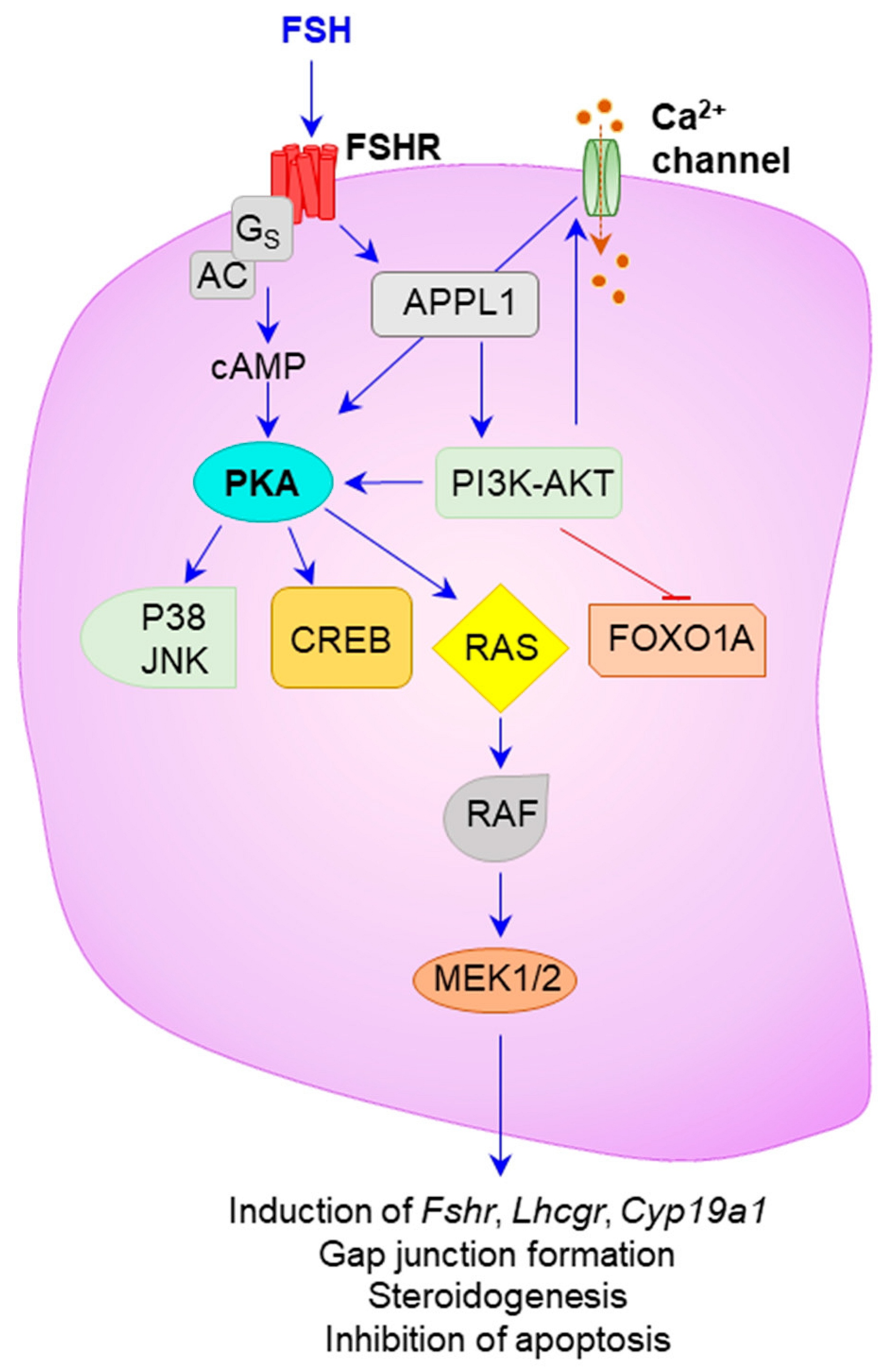
Granulosa con Señalización FSH.

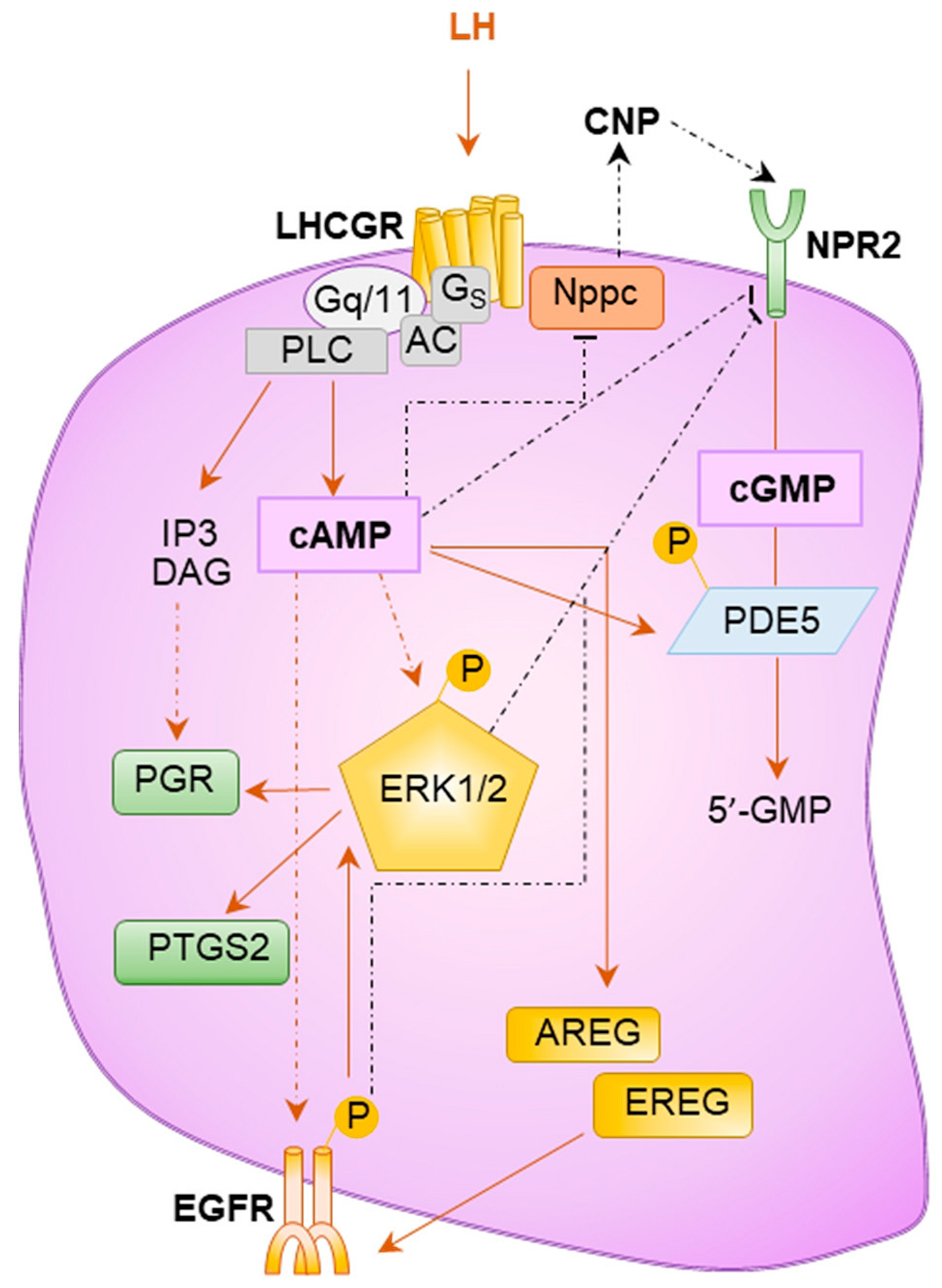
Granulosa con Señalización LH.

En el folículo ovárico primario y posteriormente en el desarrollo del folículo (foliculogénesis), las células de la capa granulosa avanzan para formar el  Cumulus Oophorus, el conjunto de células que rodean al ovocito durante la fase preovulatoria del folículo antral.
La capa granulosa está separada de manera efectiva de la circulación sanguínea, por una lámina basal densa. Esta basal impide que los  capilares ingresen desde la  capa de la Teca adyacente.
Las principales funciones de las células de la granulosa incluyen la producción de esteroides sexuales, así como múltiples factores de crecimiento que tienen el objetivo de interactuar con el ovocito durante su desarrollo.

La producción de los esteroides sexuales comienza con la hormona foliculoestimulante (FSH), que estimula a las células de la granulosa para convertir los andrógenos (procedentes de las células de la teca) en estradiol del ovario, usando la enzima aromatasa durante la fase folicular. Sin embargo, después de la ovulación, las células de la granulosa se convierten en una célula luteínica y produce progesterona. La progesterona permite el embarazo y origina la producción de una gruesa capa de moco cervical que impide la entrada de los espermatozoides en el útero.

## Embriología de las células de la granulosa
En el desarrollo de los órganos urinarios y reproductivos, las ovogonias se invaginan en la cresta gonadal.
El origen embriológico de las células de la granulosa sigue siendo controversial. En la década de 1970, surgieron evidencias de que las primeras células que hacían contacto con las ovogonias eran de origen mesonéfico. Se sugirió que las células mesonéfricas estaban estrechamente asociadas con las ovogonias y proliferaban a lo largo del desarrollo para formar la capa de células de la granulosa. Recientemente, esta hipótesis ha sido cuestionada con algunos exhaustivos estudios de la histología. Surgió la hipótesis de que, en las ovejas, la mayoría de las células de la granulosa se desarrollan a partir de células del mesotelio (es decir, el mismo origen que las células epiteliales de la superficie del ovario). En 2013 se propuso que tanto las células de la granulosa y las células epiteliales de la superficie del ovario derivan de un precursor celular.

## El cultivo de células
El cultivo celular de las células de la granulosa se puede realizar in vitro. La densidad de revestimiento (número de células por volumen de medio de cultivo) juega un papel crítico para la diferenciación. Una menor densidad de células hace que las células de la granulosa de produzcan estrógenos, mientras que una mayor densidad hace que se produzca progesterona, volviéndose así una célula luteínica.